# شبانکاره (غرب)
شبانکاره نام یکی از شاخه ها یا ایل های کرد است،مردمان این ایل در منطقه ماهیدشت و سرفیروز آباد کرمانشاه،بخش های از اسلام آباد مثل دارخور حسن آباد،و شبانکاره در روانسر کرمانشاه ساکن هستند.تیره گوران نیز در کردستان و کرمانشاه در حدود ۱۵۰۰ تن سکنه دارد که تابستان در حوالی کوزران و روانسر و گهواره زراعت می‌کنند و عده ای از این طایفه که کوچرو هستند گرمسیر آنها حوالی نفت شهر و سرپل ذهاب است.